# 刘瑑
刘瑑（796年—858年6月20日），字子全，唐朝官员，唐宣宗年间短暂拜相。

## 家世和早期仕途
刘瑑生于唐德宗年间的796年，出自尉氏刘氏，是汉章帝子河间孝王刘开的后裔。刘瑑是初唐宰相、将军刘仁轨的五世孙；祖父刘子藩曾任河东节度掌书记、虞部员外郎；父亲刘煟曾担任雅州刺史一职。
刘瑑于开成（836年－840年）初年进士及第。前宰相陈夷行任华州刺史时，表他为以华州为军部的镇国军的判官。刘瑑后被召回长安为左拾遗，屡次上谏请罢唐武宗方士。武宗会昌（841年－846年）末年，累迁尚书郎，知制诰，正拜中书舍人。

## 唐宣宗年间
唐宣宗大中（847年－860年）初年，刘瑑被任为翰林学士。宣宗兴兵收复数十年前被吐蕃夺去的失地，有大量关乎战事的诏令要写，有时每夜数十。尽管要写的诏书量大，刘瑑一边起草，一边还能用合适的语句。大中四年（850年）十一月，在一场对党项的作战中，他被任为京西招讨党项行营宣慰使。
从对党项战役中归来后，刘瑑迁刑部侍郎，收集前朝敕令可用者，由武德乃至大中年间总计二千八百六十五事，分门别类，参考轻重，编为《大中刑律统类》（又作《大中刑法总要格后敕》）六十卷，于五年（851年）四月奏请实行，因详尽而受到法家的推崇。六年（852年）刘瑑又任河南尹，许浑曾作《玩残雪寄河南尹刘大夫》；七年（853年）十一月又进检校工部尚书、汴州刺史、兼御史大夫、充宣武军节度、宋亳汴颍观察处置等使。当时，在节度使给士兵设的宴席上有舞女，但刘瑑认为不妥，因而选择壮士一千人，训练他们用矛、盾，让他们担当仪式舞者的角色。他停止宵禁，为百姓提供便利。他治下地区安宁。他辟李昼为掌书记，大中八年（854年）擢升其为万年尉。大中十年（856年）五月，加检校礼部尚书、兼太原尹、北都留守、河东节度观察等使。十一年（857年）十二月入朝，任户部侍郎，判度支。因宣宗很器重刘瑑，亲自写诏书召还他；刘瑑离开河东，幕僚和其他人都大惊。
大中十二年（858年）正月，宰相萧邺与同僚崔慎由有隙，引荐刘瑑，使其以朝议大夫、守尚书户部侍郎、判度支、上柱国、赐紫金鱼袋身份守本官，授同中书门下平章事，依前判度支，拜为宰相，而崔慎由随后则被外放。刘瑑累加兼充集贤殿大学士。刘瑑拜相后，一次崔慎由和宣宗议政时说对官员要甄别品流，以祖上为先。刘瑑尖锐反对，引西晋王衍的反面例子，指出应以官员是否适合各司其职为先，崔慎由无言以对。
当时宣宗正为女儿们挑选合适的驸马，要求宰相们观察中进士的官员，秘书省校书郎王徽被提名。但他不想与皇室结亲，就去见刘瑑，以年龄为由辞让，因为他已经四十多岁且多病。刘瑑在宣宗面前言说，王徽因而没有被命令娶公主。刘瑑之前和进士薛逢很友好，但因词艺不及薛逢，常被薛逢侮慢，大中末年，刘瑑升官，而薛逢不得意，两人结怨。薛逢时任侍御史、尚书郎，有人推荐他知制诰，刘瑑奏“先朝立制，两省官给事中、舍人除拜，需要先在州县任职。薛逢未尝治理州郡，应该先试试他。”出薛逢为巴州刺史。刘瑑又荐刘瞻为翰林学士。
但刘瑑拜相才数月即病重。他被罢相，仍保有同平章事，又任职于藩镇，在病中还写奏章给宣宗论政，于6月20日去世，宣宗感到惋惜。赠尚书左仆射。
刘瑑以名节自将，议论处事不徇私情，未尝察言观色和权贵套近乎。